# Secosteroid

Colecalciferolul este un exemplu de secosteroid

Un secosteroid este un tip de steroid cu un inel „rupt”. Termenul derivă din verbul latin secare, care înseamnă „a tăia”,:241 și „steroid”. Secosteroizii sunt descriși alternativ ca o subclasă de steroizi sau derivați din steroizi.
Tipurile sau subclasele de secosteroizi sunt definite de atomii de carbon ai scheletului de steroizi părinte unde a avut loc scindarea inelului. De exemplu, 9,10-secosteroizi sunt derivați prin scindarea legăturii dintre atomii de carbon C9 și C10 ai inelului steroid B (în mod similar se denumesc 5,6-secosteroizi, 13,14-steroizi etc.).
Un exemplu tipic de secosteroid este colecalciferolul (vitamina D3). Unii estrogeni nesteroidieni, cum ar fi acidul doisinolic și acidul alenolic, sunt, de asemenea, secosteroizi sau compuși asemănători secosteroizilor.